# San Pedro de Jujuy
San Pedro de Jujuy, a veces abreviada SPJ, es una ciudad argentina ubicada en la provincia de Jujuy, la segunda más poblada tras la capital provincial, San Salvador de Jujuy. Se encuentra ubicada dentro del Valle del río San Francisco de Jujuy, a 15 km de la confluencia de los ríos Grande y Lavayén que luego forman el río San Francisco. Es la cabecera del departamento San Pedro.

## Historia

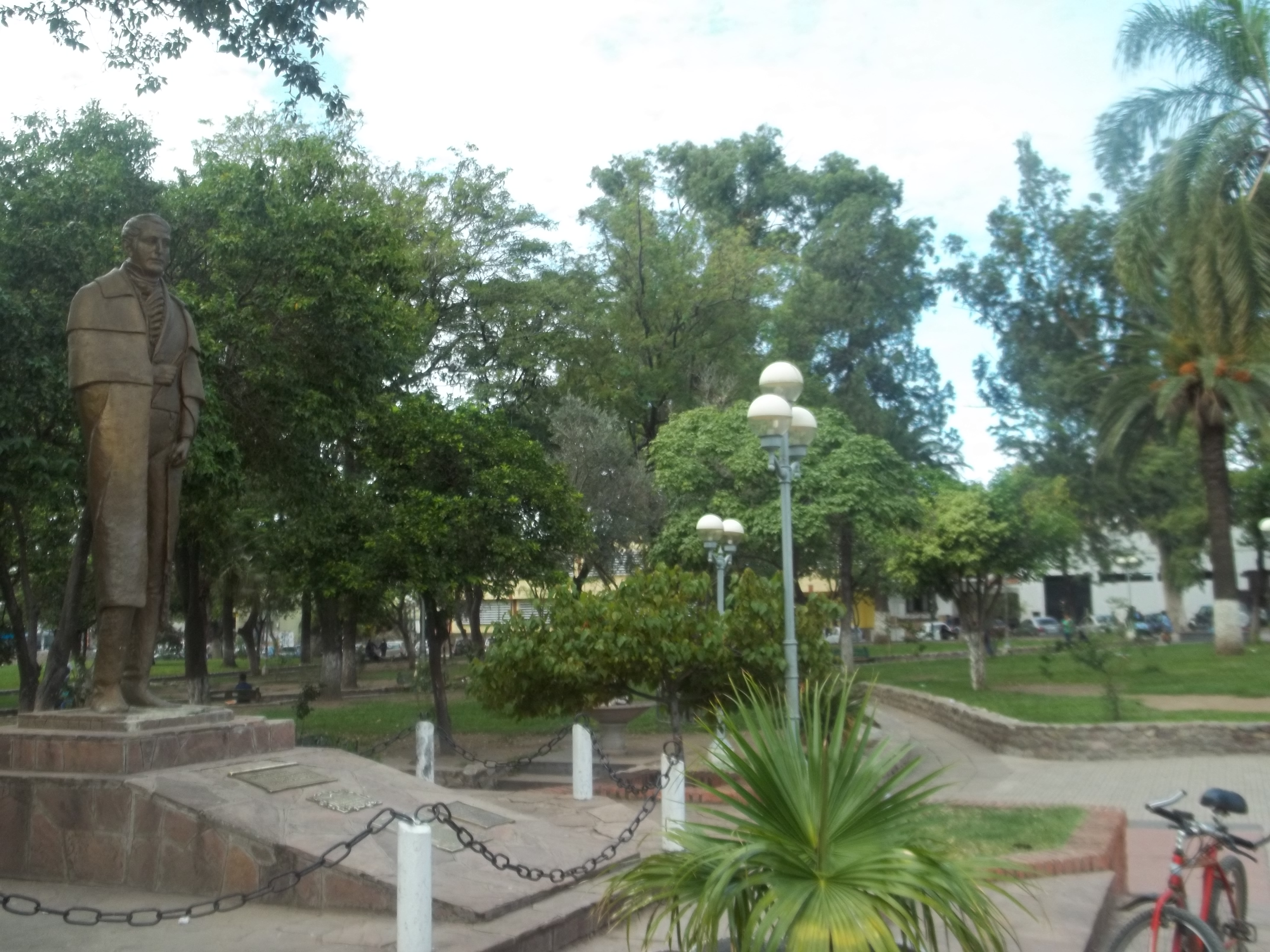
Plaza Belgrano, en el centro de la ciudad.

A pesar de que no se encuentran registros documentales fidedignos, popularmente se reconoce que la ciudad fue fundada el 25 de mayo de 1883 - aunque un ingenio azucarero funcionaba en el lugar desde hacía ya 13 años - ya que así lo manifestó su fundador, el gobernador Eugenio Tello. No obstante, una investigación histórica de Jobino Sierra Iglesias sostiene que la fundación habría tenido lugar el 27 de julio de 1885.[cita requerida]
En 1918 es declarado municipio el entonces pueblo de San Pedro, siendo designado para ocupar el cargo de intendente el Señor Abraham Machicado. En aquel entonces existían dos molinos harineros movidos por energía hidráulica.[cita requerida]
El Ferrocarril transportaba la producción industrial: azúcares, alcohol, metales, maderas, caña de azúcar, etc. A partir del año 1960 la ciudad se expande en numerosos barrios y villas que hoy llegan al total de 40. En 2014 San Pedro de Jujuy, fue lugar de visita presidencial, exactamente en la localidad de La Esperanza, motivo de re-inauguración del Ingenio La Esperanza, con la presencia de la presidenta Cristina Fernández de Kirchner, se llevó a cabo un acto ceremonial de inauguración.
La ciudad cuenta actualmente para cubrir sus necesidades educacionales con 18 escuelas de nivel primario, nueve establecimientos de nivel medio, tres institutos de formación docente terciarios no universitarios, dos institutos privados y veinticinco jardines de infantes. La Universidad Nacional de Jujuy abrió en el año 2009 una sede regional dependiente de la Facultad de Ingeniería, que funcionaba en la Escuela de Educación Técnica Nº 1 "Cnel. Manuel Álvarez Prado", en la que se dictaba la carrera de Analista Programador Universitario (A.P.U.).[cita requerida]
En el año 2015, la UNJu inauguró en esta ciudad su propia sede la cual se ubicaba en la calle Jose Ignacio Gorriti 452.[cita requerida]
La población cuenta además con clínicas y sanatorios privados, en que atienden profesionales médicos de todas las especialidades, farmacias y un moderno Hospital policlínico, que fue renovado en la sección de la guardia donde una placa en su entrada hace de recuerdo.[cita requerida]
La ciudad de San Pedro de Jujuy es sede de una de las dos circunscripciones judiciales en que se divide la Provincia de Jujuy, (la otra sede se encuentra en la capital de la provincia), poseyendo un moderno palacio judicial inaugurado en el año 2011 que se encuentra ubicado en la Avenida Perón del acceso sur de la ciudad.[cita requerida]

## Clima y Economía
La zona presenta un clima tropical serrano, que favorece el cultivo de la caña de azúcar, tabaco, sorgo, maíz, porotos, frutales, hortalizas y otros cultivos que junto con la cría de ganado vacuno, porcino y caprino conforman el principal sustento económico de la región. La explotación forestal, antaño fundamental, es ahora de importancia económica menor, aunque existen gran cantidad de aserraderos en el Parque Industrial de La Urbana (Zona Sur). Aunque en la población de San Pedro se hacen presentes las estaciones, su clima tiende a ser cálido la mayor parte del año, pudiéndose observar temperaturas superiores a los 30 grados durante el verano y la primavera y aún en ciertas semanas del otoño y el invierno. Ello se debe a varias razones, entre ellas su baja altitud, su ubicación cercana al Trópico de Capricornio y en especial a la influencia de los vientos cálidos que provienen del norte del país. Durante el invierno las temperaturas pueden ubicarse entre los 10 y 15 grados y la presencia de la nieve es prácticamente desconocida. Pero en ocasiones y por pocos días las temperaturas mínimas durante dicha estación se acercan a los cero grados. En cambio las altas temperaturas, durante prácticamente todas las estaciones son constantes y para nada raro que el termómetro supere los 40 grados y que las sensaciones térmicas se ubiquen por encima de los cincuenta.
Por su importancia económica, educativa y social, San Pedro de Jujuy es conocida como La Perla del Ramal, ya que se conoce como Ramal a la zona productiva donde se asienta. Esta denominación tiene su origen en la construcción del ramal ferroviario hacia el sur de Bolivia y que atraviesa la zona oriental de Salta y Jujuy.[cita requerida]

## Población
La ciudad de San Pedro de Jujuy cuenta con 71 666 habitantes (Indec, 2020), lo que representa un incremento del 9,77% frente a los 53 039 habitantes (Indec, 2001) del censo anterior, siendo por lo tanto la segunda ciudad más poblada de la provincia de Jujuy atrás de la ciudad capital San Salvador de Jujuy que posee una población de 260 438 habitantes. En tercer lugar se encuentra la ciudad de Palpalá con 52 631 habitantes, que en la actualidad se encuentra comprendida en el aglomerado urbano conocido como Gran San Salvador de Jujuy. El cuarto lugar lo ocupa la ciudad de Perico (49 125 habitantes) y en quinto lugar se encuentra la ciudad de Libertador General San Martín (47 080 hab.). El Departamento San Pedro, que incluye además de la ciudad cabecera a las ciudades de La Esperanza y La Mendieta, cuenta con 75 308 habitantes en total, siendo el cuarto más poblado de la provincia, después de los departamentos Dr. Manuel Belgrano (268 820 hab.), El Carmen (96 809 hab.) y Ledesma (81 734 hab.).[cita requerida]

## Demografía
Destaca la presencia de descendientes de europeos y entre estos predominan los de origen italiano y español. Además hay un grupo importante de sirio-libaneses. Hay un número reducido también de migrantes de la India. La comunidad boliviana es numerosa.

## Transporte
San Pedro está comunicada a través de la Ruta Nacional RN 34 con la provincia de Salta, la Ruta provincial N°56 que une esta ciudad con la capital, San Salvador de Jujuy, que recorre el sudeste jujeño, y del ferrocarril de cargas General Belgrano que conecta Bolivia con Salta a través de Jujuy.[cita requerida]
San Pedro de Jujuy cuenta con una Terminal adecuada para sus necesidades que provee a sus pobladores y a los de localidades vecinas como La Mendieta, servicios de Ómnibus que por otro lado conectan a diario a San Pedro con diversas provincias de la nación: Buenos Aires, Córdoba, Mendoza, Salta, Tucumán; y por supuesto con todas las localidades jujeñas tales como San Salvador, La Mendieta, Libertador General San Martín y Perico. Además muchos de los ómnibus que se dirigen a las localidades fronterizas con Bolivia tales como Orán y Yacuiba en Salta pasan por la Terminal de San Pedro. En cambio el transporte urbano de la localidad sampedreña es deficiente, pues no cuenta con servicios de ómnibuses que conecten los barrios de la misma y tampoco existen taxis. La única forma de transporte la constituyen "remises" similares a los autos-taxis pero compartidos, regulada por la administración de la ciudad. Los remises prestan servicios en rutas ordenadas previamente y transportan hasta cuatro pasajeros a la vez a quienes les cobran individualmente. La red vial de la localidad de San Pedro es poco compleja y las mayorías de sus calles están en muy mal estado u otras sin asfaltar.[cita requerida]
Aunque San Pedro de Jujuy no cuenta con Aeropuerto por su ubicación puede servirse de dos aeropuertos que se encuentran a corta distancia. En primer el Aeródromo más importante de la Provincia de Jujuy, el Aeropuerto Internacional Gobernador Horacio Guzmán "El Cadillal" (en la localidad de Perico) que se ubica a 30 kilómetros de distancia y desde donde se puede volar a Buenos Aires (Aeroparque Jorge Newbery), Córdoba(Aeropuerto Internacional Ingeniero Ambrosio Taravella) y Mendoza (Aeropuerto Internacional Gobernador Francisco Gabrielli) y desde dichas ciudades al resto de la Argentina y las ciudades más importantes de América y Europa. En segundo lugar se sirve del Aeropuerto Internacional de Salta Martín Miguel de Güemes que se ubica a 78 kilómetros de la localidad y que cuenta con una amplia oferta de vuelos a la Argentina a los aeropuertos de Buenos Aires (Aeroparque Jorge Newbery), Córdoba (Aeropuerto Internacional Ingeniero Ambrosio Taravella) y Mendoza (Aeropuerto Internacional Gobernador Francisco Gabrielli) y al Aeropuerto Internacional de Puerto Iguazú. El aeropuerto de Salta, también brinda a San Pedro acceso a vuelos hacia el exterior a las ciudades de Lima en Perú (Aeropuerto Internacional Jorge Chávez) y Santa Cruz de la Sierra en Bolivia (Aeropuerto Internacional Viru Viru).

## Infraestructura
San Pedro de Jujuy cuenta con muy pocos edificios públicos adecuados. Sobresalen la Terminal del Transporte, la iglesia principal y el edificio de la municipalidad. El edificio del hospital Guillermo Paterson, que se encuentra en un estado de abandono con excepción de una pequeña parte del mismo que incluye el servicio de urgencias (guardia) que ha sido refaccionado. Otro edificio, antes público hoy privado, es el del extinto Banco de la Provincia. También, a menos de 100 metros de este último, se destaca el edificio del Banco de la Nación Argentina. A su alrededor se encuentra la zona comercial de San Pedro formada por edificios muy antiguos y construida con influencia de la arquitectura estadounidense que hace recordar a los pequeños pueblos estadounidenses, pero éstos se encuentran en un estado de deterioro importante. Por último cabe mencionar el edificio de la Policía Federal. Los cerca de sesenta mil habitantes de San Pedro no cuentan con un solo parque y la única plaza conservada es la del centro de la localidad.

## Cultura

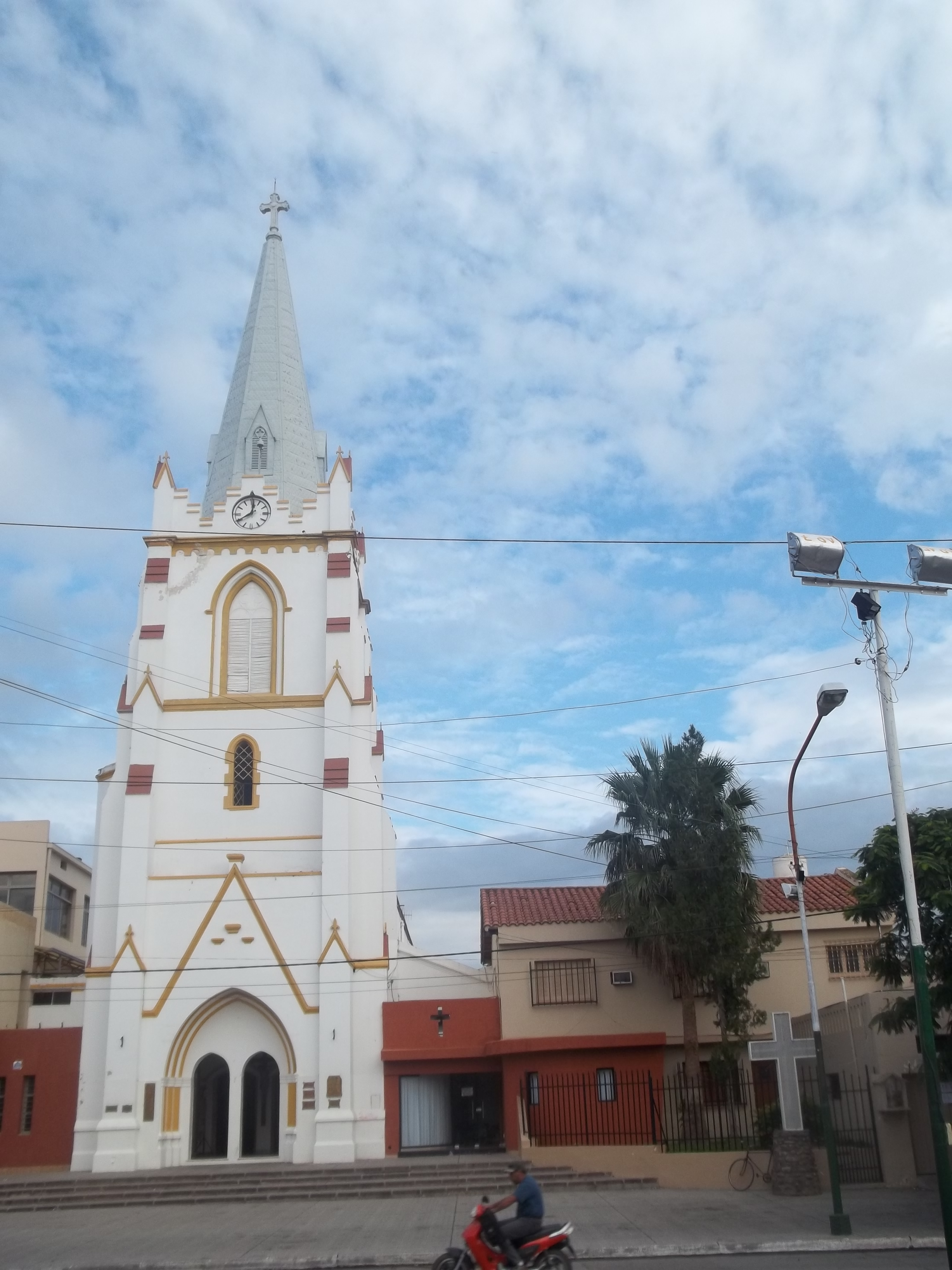
Principal templo católico de San Pedro.

Se destaca por sus carnavales y sus corsos, denominados estos últimos como El Carnaval de las Yungas, siendo éstos los más distinguidos de todo el norte del país ya que compiten 11 diferentes categorías entre comparsas artísticas, sayas y tinkus. Estas fiestas se realizan todos los años en el mes de febrero.
Cuenta también con dos teatros, a los que se les da uso intenso intensivo, uno ubicado en la Casa Municipal de la Cultura (sala "Hugo del Carril") y otro en la sede de la Unión del Comercio, la Industria y la Producción (UCIP). De particular interés resulta el museo histórico, arqueológico y de arte "Pablo Balduin", que ocupa la casa más antigua de la ciudad, que otrora fuera parte de la Hacienda San Pedro (a la sazón perteneciente a Don Miguel Aráoz) y donde el gobernador Eugenio Tello firmara el acta de donación de los terrenos para la fundación del pueblo por parte de Aráoz (sucumbiendo la obstinada resistencia de este último ante la firme determinación de Tello, quien permaneciera como obligado huésped sine fine diem del terrateniente ).

## Sismicidad
La sismicidad del área de Jujuy es frecuente y de leve intensidad, y un silencio sísmico de terremotos medios a graves cada 40 años.
- Sismo de 1863: aunque dicha actividad geológica catastrófica ocurre desde épocas prehistóricas, el terremoto del 4 de enero de 1863 (162 años),[9] señaló un hito importante dentro de la historia de eventos sísmicos jujeños, con 6,4 Richter. Pero nada cambió extremando cuidados y/o restringiendo códigos de construcción.[8]
- Sismo de 1848: el 25 de agosto de 1848 (176 años) con 7,0 Richter, el cual destruyó edificaciones y abrió numerosas grietas en inmensas zonas[9][8]
- Sismo de 2009: el 6 de noviembre de 2009 (15 años) con 5,6 Richter

## Parroquias de la Iglesia católica en San Pedro de Jujuy
| Diócesis   | Jujuy |
| ---------- | --- |
| Parroquias | San Pedro de Río Negro, San Andrés Apóstol, Santa Teresita del Niño Jesús y Beato Juan Bautista Scalabrini |